# ボフスラーウ
ボフスラーウ（ウクライナ語：Богусла́в；意訳：「神賛美」）は、ウクライナのキーウ州オブーヒウ地区にある市。ドニプロ川の支流ローシ川河岸に位置する。
市名は「神を賛美する所」を意味する。面積は約71km²（2005年）。人口は約15,975人（2021年推計）。コサック軍歌とウクライナ民謡に登場するマルーシャ・ボフスラーウカの出身地。

## 歴史
1032年にキエフ大公国のヤロスラウ賢公によって、欽察の襲撃から大公国を守る城として創建された。
1648年から1685年までにコサック国家ビーラ・ツェールクヴァ連隊の百人隊の町として属したが、1685年から1712年にかけてボフスラーウ連隊の連隊庁所在地であった。
1938年に市制施行。
2020年7月、ウクライナ最高議会による地方自治体の行政区画改革によって、それまで属していたボフスラーウ地区が廃止されたことに伴い、オブーヒウ地区へ編入された。

## 名所

### 教会
- 三位一体聖堂
- 生神女庇護聖堂
- 洗礼者イヴァン記念聖堂
- 聖ムィコラーイ修道院

### 博物館
- イヴァン・ソシェーンコ記念博物館
- 応用美術博物館
- ポクラース商人住宅
- ボフスラーウ歴史博物館
- マルコー・ヴォウチョーク住宅